# Adrian Munteanu
Adrian Petre Munteanu (Orșova, 13 de octubre de 1997) es un deportista rumano que compite en remo como timonel.
Ganó seis medallas en el Campeonato Europeo de Remo entre los años 2018 y 2024. Participó en los Juegos Olímpicos de Tokio 2020, ocupando el séptimo lugar en la prueba de ocho con timonel.

## Palmarés internacional
| Campeonato Europeo | Campeonato Europeo    | Campeonato Europeo | Campeonato Europeo |
| Año                | Lugar                 | Medalla            | Prueba             |
| ------------------ | --------------------- | ------------------ | ------------------ |
| 2018               | Glasgow (Reino Unido) | Medalla de bronce  | Ocho con timonel   |
| 2020               | Poznań (Polonia)      | Medalla de plata   | Ocho con timonel   |
| 2021               | Varese (Italia)       | Medalla de plata   | Ocho con timonel   |
| 2022               | Múnich (Alemania)     | Medalla de oro     | Ocho con timonel   |
| 2023               | Bled (Eslovenia)      | Medalla de plata   | Ocho con timonel   |
| 2024               | Szeged (Hungría)      | Medalla de bronce  | Ocho con timonel   |